# De ordonnans
De ordonnans (alias Café zonder bier) is een Vlaamse komische muziekfilm uit 1962, geregisseerd door Charles Frank en Trevor Peacock. De film heeft zanger Bobbejaan Schoepen in de hoofdrol. Destijds was het met 8 miljoen Belgische frank de duurste Belgische film aller tijden. Er werd toen ook een Engelstalige versie in omloop gebracht, onder de titel At the Drop of a Head. Op de set werd de Nederlandse en Engelse versie tegelijk gedraaid.

## Over de film
Een niet onbelangrijk deel van het verhaal moest zich toch nog in de prille sixties afspelen, want filmfinancier Jacques Kluger (die ook manager was van Bobbejaan Schoepen) wilde ook de nodige liedjes laten horen, zoals 'De jodelende fluiter', 'I’m cryin in my beer', 'In Every Dream' en uiteraard ook de titelsong. Ook de The Cousins mogen even acte de présence geven met 'Kili Watch'.
Schoepen zelf was niet te spreken over dit filmavontuur: De opnames verliepen chaotisch en er werden twee regisseurs de laan uitgestuurd. Zelf heb ik 500.000 fr. geïnvesteerd om acteurs te betalen. Jef Bruyninckx (alias De Witte) heeft het uiteindelijk mogen oplossen..

## Hernieuwde belangstelling
De film kwam lang in de vergetelheid terecht, tot de Belgische cultband Dead Man Ray in 1999 de Engelse versie onder het stof vandaan haalde en ermee op tournee gingen door België en Nederland. Voor Daan Stuyven (Daan) en Rudy Trouvé (ex-dEUS) meteen ook een eerbetoon voor de (soms miskende) artistieke veelzijdigheid die de artiest Schoepen typeert: Een vakman die zijn jazzy country-gitaarspel, zijn diepe engelachtige stem en zijn geflipte volkshumor tot een handelsmerk en later tot een pretpark wist om te zetten.
Uit dit project ontstond bij productiemanager Firmin Michiels de idee om met Bobbejaan Schoepen een plaat op te nemen zoals Rick Rubin deed met Johnny Cash. Maar toen bij Schoepen in 2000 kanker werd vastgesteld, werd het idee weer opgeborgen. Na de verkoop van Bobbejaanland (2004) is het idee voor een nieuw muziekproject weer van start gegaan (cfr. lemma Bobbejaan Schoepen.)

## Titels
- At the Drop of a Head
- Café sans export
- Café zonder bier
- L'Ordonnance
- De ordonnans